# 間宮八十子
間宮 八十子（まみや やそこ）は、江戸時代後期から明治時代の歌人。国学者間宮永好の妻。水戸藩主徳川斉昭に出仕し、諸大名の妻女に和歌を講じた。

## 生涯
文政6年（1823年）6月20日、江戸小石川水戸藩邸に久米博高の次女として生まれた。天保10年（1839年）久米野の名で徳川斉昭に出仕し、「我が家の紫式部」として寵愛を受け、後の南部利剛室明子を教育した。
嘉永4年（1851年）母の病死により退職し、嘉永5年（1851年）藩命により間宮永好と結婚し、国学を学んで勅撰和歌集、『万葉集』、『源氏物語』に通じ、諸大名家の妻女や一般人に講じた。特に松平春嶽、明子の弟池田慶徳と親しく、英照皇太后宮、昭憲皇后宮にも召されて歌を詠み、宮中出仕の声もかかったが、老齢のため断った。
明治23年（1890年）秋から病気がちとなり、明治24年（1891年）1月中風を発症し、2月17日朝7時に死去した。翌日谷中玉林寺夫永好墓の傍らに葬られた。法号は永楽院奇音妙歌大姉。

## 著書
- 『八十子家集』[4]
- 『松のしづえ』[4]
- 『もとかしは』[8]
- 『都のつと』 - 夫が『春の山踏』を著した旅行に同行した時の紀行[8]。
- 『和歌玉石集』[9]
- 『古ろもて日記』[10]

## 和歌
- 「あふひ草かけてそおもふむつましくむかへるたつの千代の行末」 - 松姫君の御婚礼に[11]
- 「いく薬いつのいて湯の旅おろも千代のよはひをつとにせよ君」 - 南部四位とのゝ姫君を引ぐして伊豆の湯に立出給ふに[12]
- 「夢にたにのほるへしとはおもひきや身はしもなから雲のうへまて」 - はしめて皇后宮の御前にめされける時[13]

## 親族
- 父：久米彦助博高（隆） - 水戸藩彰考館員[7]。
- 母：日暮みを子[1]
- 夫：間宮永好
- 妹：静子 - 久米幹文妻[14]。
- 養女：佐登 - 先妻増子娘。鈴木好輔に嫁いだ[15]。